# Midway South, Texas
Midway South là một nơi ấn định cho điều tra dân số (CDP) thuộc quận Hidalgo, tiểu bang Texas, Hoa Kỳ. Năm 2010, dân số của nơi này là 2239 người.

## Dân số
- Dân số năm 2000: 1711 người.
- Dân số năm 2010: 2239 người.